# Dorothee Danner
Dorothee Danner (* 22. Februar 1949 in Marl-Hüls) ist eine deutsche Politikerin und ehemalige Landtagsabgeordnete (SPD).

## Leben und Beruf
Nach dem Hauptschulabschluss absolvierte sie eine Tischlerausbildung und legte 1967 die Gesellenprüfung ab. Von 1967 bis 1979 war sie im Möbelhandel, im Kunstgewerbe und in einem Antiquitätengeschäft tätig. Danach war sie Hausfrau. Sie ist verheiratet und hat zwei Kinder.
Der SPD gehörte Danner seit 1976 an. Sie war in verschiedenen Gremien der SPD tätig, so von 1992 bis 2000 als stellvertretende SPD-Unterbezirksvorsitzende und ab 2000 bis 2006 Unterbezirksvorsitzende.

## Abgeordnete
Vom 1. Juni 1995 bis zum 2. Juni 2005 war Danner Mitglied des Landtags des Landes Nordrhein-Westfalen. Sie wurde jeweils im Landtagswahlkreis Herford II direkt gewählt. Bei der Landtagswahl in Nordrhein-Westfalen 2005 verlor sie ihr Direktmandat an Chris Bollenbach (CDU).
Dem Kreistag des Kreises Herford gehörte sie von 1989 bis 1995 an. Sie war stellvertretende Landrätin.